# Arte precolombino de Costa Rica
El arte precolombino de Costa Rica es el conjunto de una serie de manifestaciones artísticas en diversas técnicas y materiales, que fueron elaboradas por los pueblos autóctonos de diferentes culturas que habitaron el actual territorio de Costa Rica, desde su poblamiento hace unos 12.000 años, hasta la llegada de los españoles en 1502.
Las culturas indígenas de Costa Rica produjeron gran abundancia y diversidad artística durante la época precolombina. Los creadores artísticos demostraron un gran derroche de imaginación, que les permitió expresar su mundo interior por medio de diferentes técnicas en la cerámica, la lítica, el jade, el oro, la concha, el hueso, etc, para producir sofisticadas obras de arte que estuvieron reservadas para las grandes élites de las sociedades indígenas, que a través de la posesión y el intercambio ritual, demostraban el poder del gobernante, dándole un poder y autoridad sagrados para regir los destinos de sus pueblos.
Los artistas precolombinos lograron expresar sus conceptos con gran realismo en algunas ocasiones, pero siempre imprimiendo su propia estilización y utilizando gran imaginación. Abundaron las formas geométricas y diseños abstractos, pero también se pueden reconocer formas zoomorfas y antropomorfas, o la mezcla de ambas, para lograr una armoniosa y original obra de arte.
Al ser Costa Rica un país ístmico, los grupos indígenas que ocuparon el actual territorio costarricense fueron un elemento importante de interacción establecida entre las sociedades mesoamericanas, andinas y otras, por lo que el arte incorporó elementos mesoamericanos y suramericanos a su propio desarrollo autóctono, elementos que han podido identificarse a través del tiempo mediante el estudio arqueológico y etnohistórico. En el arte precolombino costarricense pueden descubrirse influencias de los más variadas de las culturas maya, olmeca y de San Agustín.
No obstante, los antepasados indígenas de los costarricenses crearon su propio estilo con sus cánones, lo que hace que su arte no sea complicado ni tampoco caiga en lo simple. Si bien es cierto que las culturas precolombinas de la actual Costa Rica no construyeron pirámides ni estelas de gran formato como lo hicieron algunas culturas americanas, sus manifestaciones artísticas de pequeño formato, poseen un carácter de monumentalidad, cuyas magníficas formas de exuberante belleza guardan sentido de la proporción y poseen su propia simbología. Los indígenas costarricenses desarrollaron su propia cosmogonía, inspirada en el entorno ecológico en el que vivieron, logrando, mediante su cultura, la cual quedó plasmada en sus manifestaciones artísticas, una relación armoniosa con la naturaleza. La gran capacidad de síntesis lograda por los artistas prehispánicos costarricenses es un sello inconfundible de su arte, lo cual, sumado a su poder para expresar conceptos con una gran vitalidad y delicadeza a la vez, le han dado a este arte un lugar preponderante en la historia del arte universal.

## Regiones culturales

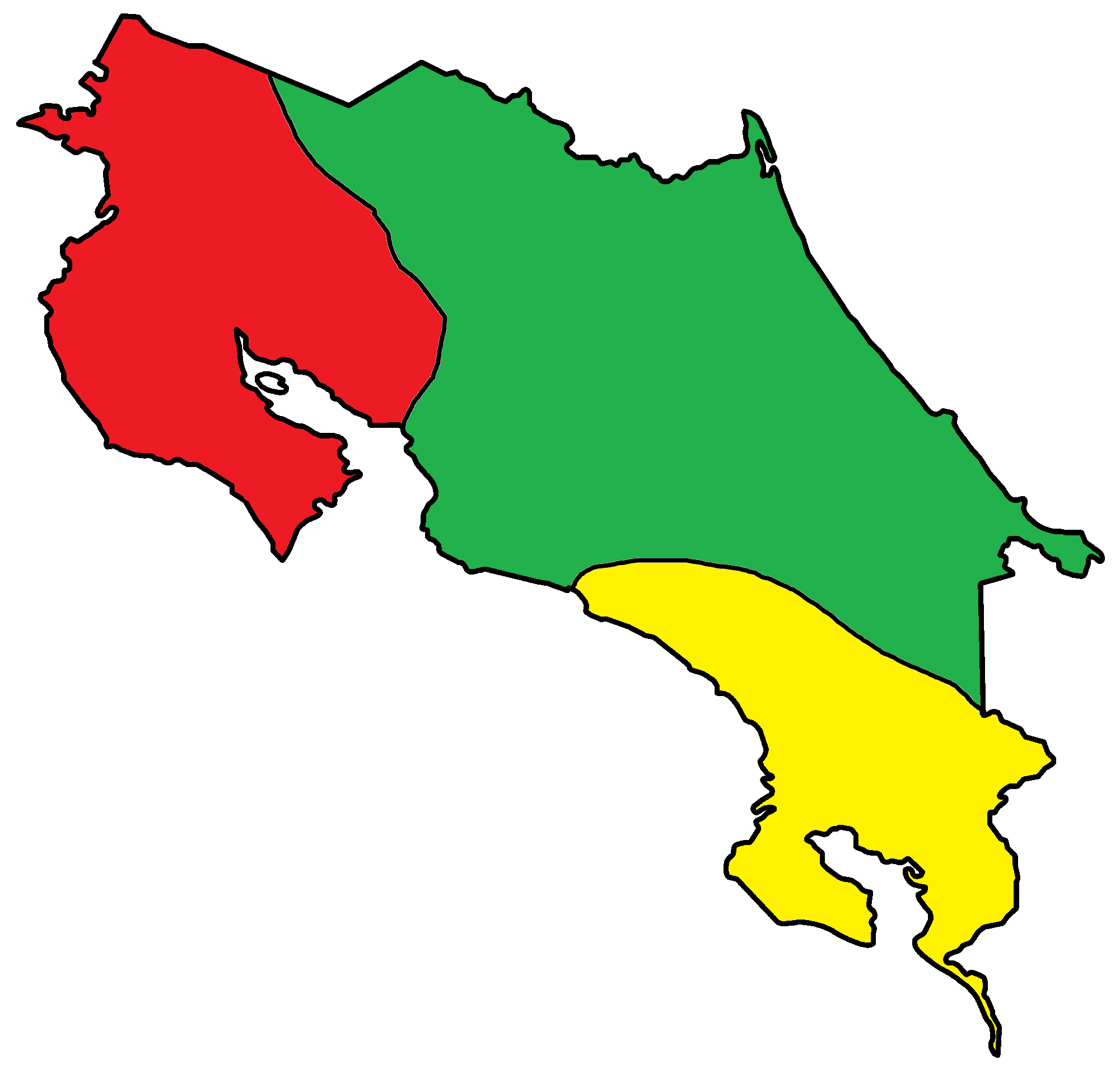
Mapa de las áreas arqueológicas de Costa Rica: Subregión Guanacaste (rojo), Región Arqueológica Central (verde) y subregión Díquis (amarillo).

Para su estudio, en el actual territorio de Costa Rica se han establecido tres regiones arqueológicas, basándose en criterios geográficos y culturales.

### Gran Nicoya
Ocupa el litoral pacífico de Nicaragua y el Pacífico norte de Costa Rica. El sector costarricense se conoce como subregión sur o Guanacaste. Se corresponde actualmente con la provincia de Guanacaste y la parte norte de los  provincia de Puntarenas. Esta región se caracterizó por la cultura de Nicoya, de fuerte influencia mesoamericana.
La Gran Nicoya fue una subárea con un centro cultural constituido, que floreció al menos por 2000 años. El arte de la Gran Nicoya se destacó por su inigualable cerámica policromada, la cual posee cualidades estéticas sobresalientes con fuerte influencia de Mesoamérica, cuya tradición persiste hasta la actualidad en los artesanos del poblado de Guaitil en Guanacaste. También provienen de esta zona gran cantidad de los jades de Costa Rica, especialmente los dioses-hacha y los pendientes en forma de ave. En la lítica, destacó la elaboración del metate ceremonial nicoyano, esculpido en piedra y caracterizado por la presencia de efigies esculpidas de cabezas de jaguar y guacamaya, lo cual lo hace único en Mesoamérica.

Arte de la Gran Nicoya
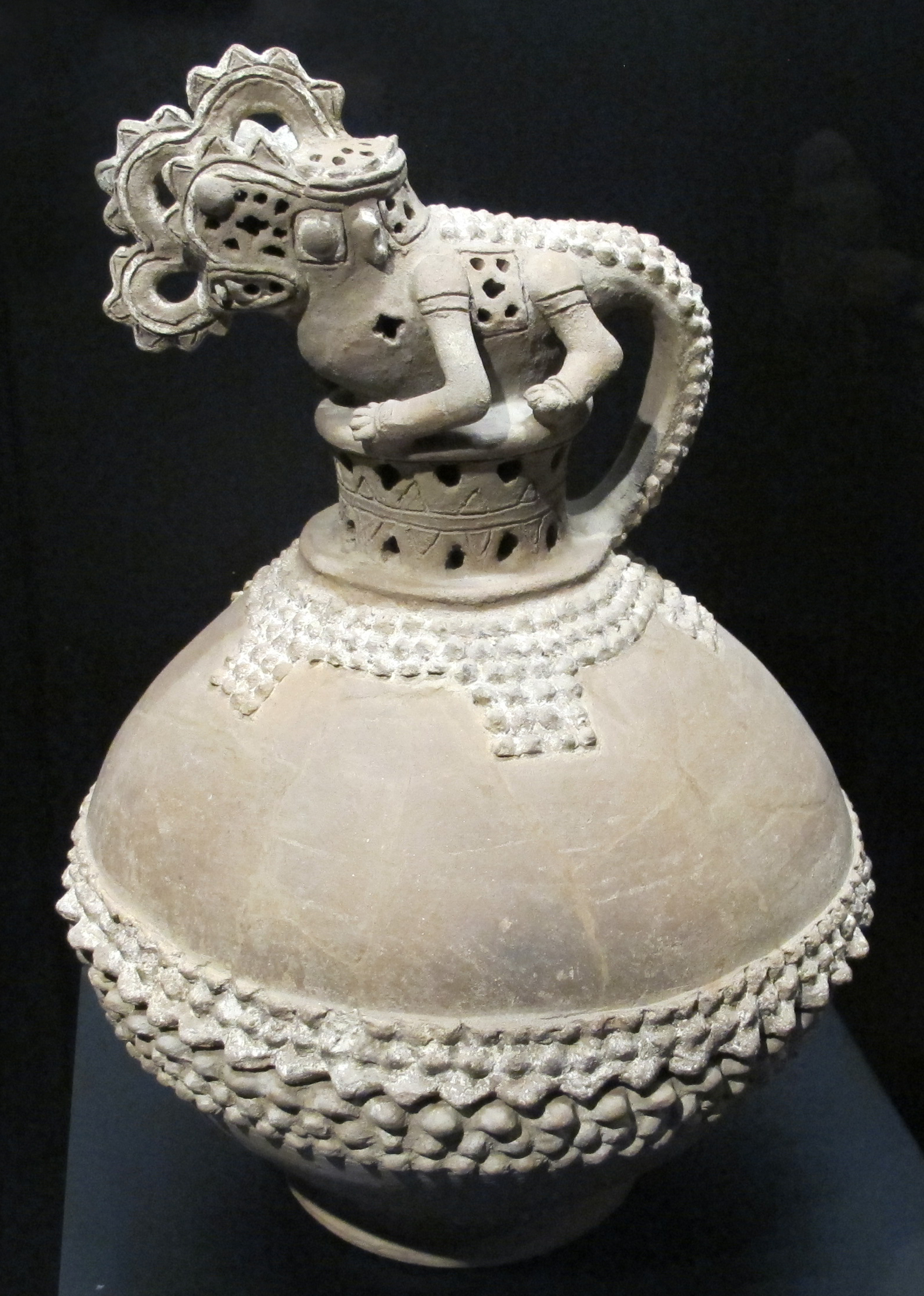
Incensarios
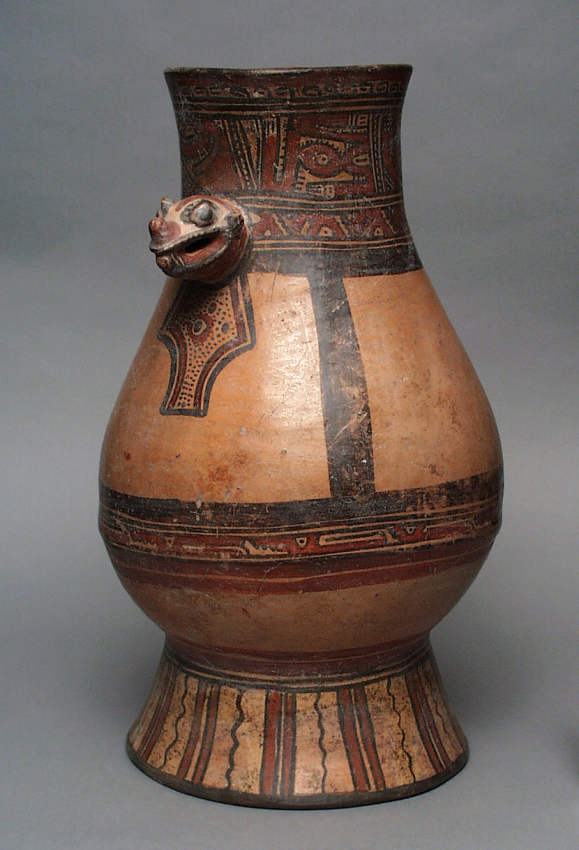
Cerámica policrómica
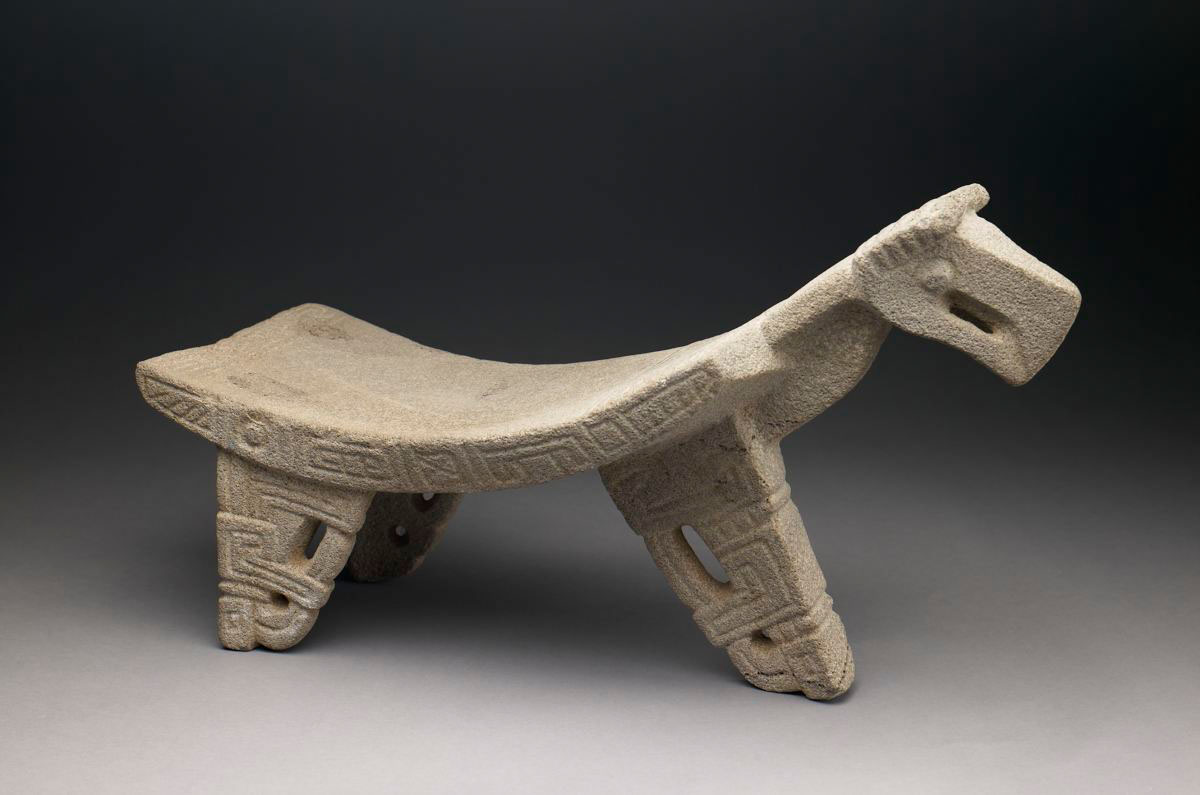
Metate ceremonial trípode
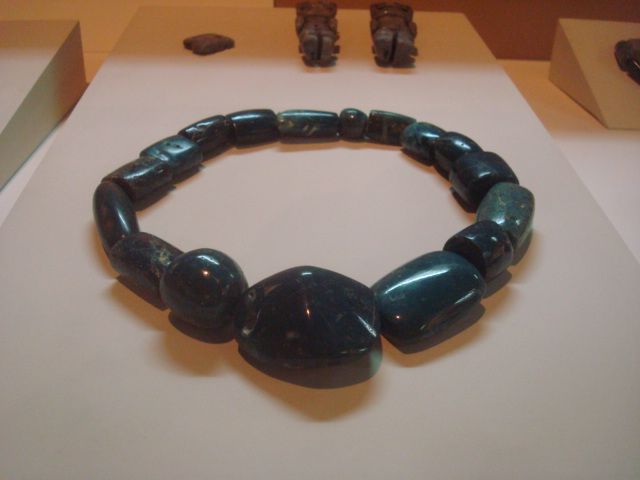
Jade

### Región Arqueológica Central
Esta se encuentra en la parte central del país, corresponde al Valle Central, el Pacífico central y la Vertiente Atlántica del país. Se le divide en dos subregiones: Central-Pacífica y subregión Atlántica (Valle de Turrialba, llanuras del Atlántico central y llanuras del norte).
Esta región destacó principalmente por su lítica en piedra volcánica y su orfebrería. Las sociedades autóctonas de la región Central alcanzaron un alto desarrollo en la estatuaria, manifestada por la creación de guerreros de piedra con cabezas-trofeo y otros temas. El metate trípode de panel colgante fue su manifestación artística más definida, expresión única y sobresaliente de los pueblos aborígenes del Valle Central y el Caribe. En la metalurgia, abundó la animalística y las formas antropomorfas, con fuerte influencia de la cultura Quimbaya de Colombia. Gran cantidad de jades han sido recuperados sobre todo de la subregión Atlántica. Los jarrones trípodes del Caribe Central son la manifestación cerámica más importante de esta región.

Arte de la Región Central y Atlántica
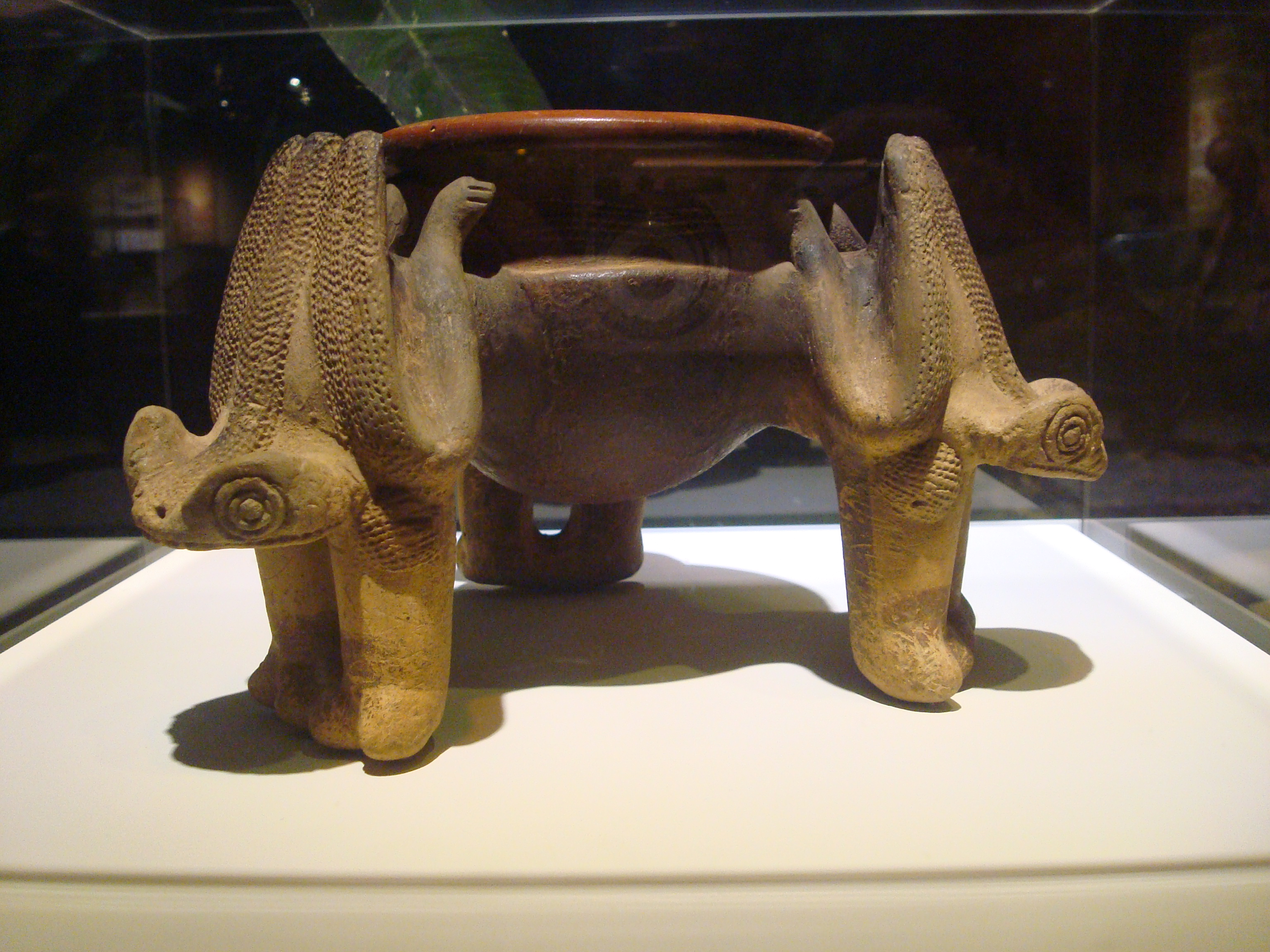
Jarrones trípodes ceremoniales
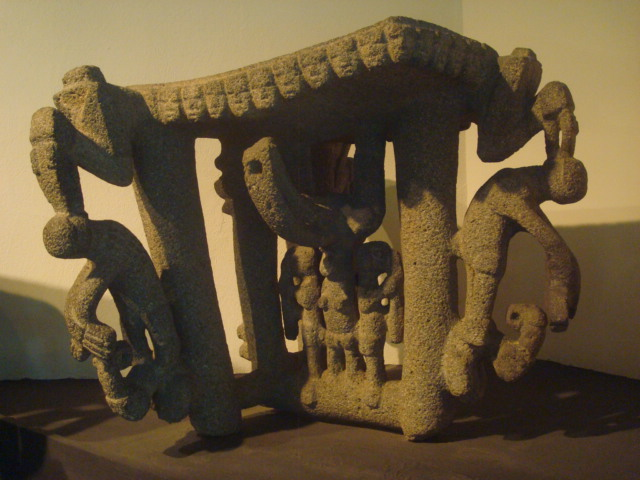
Metate con panel colgante
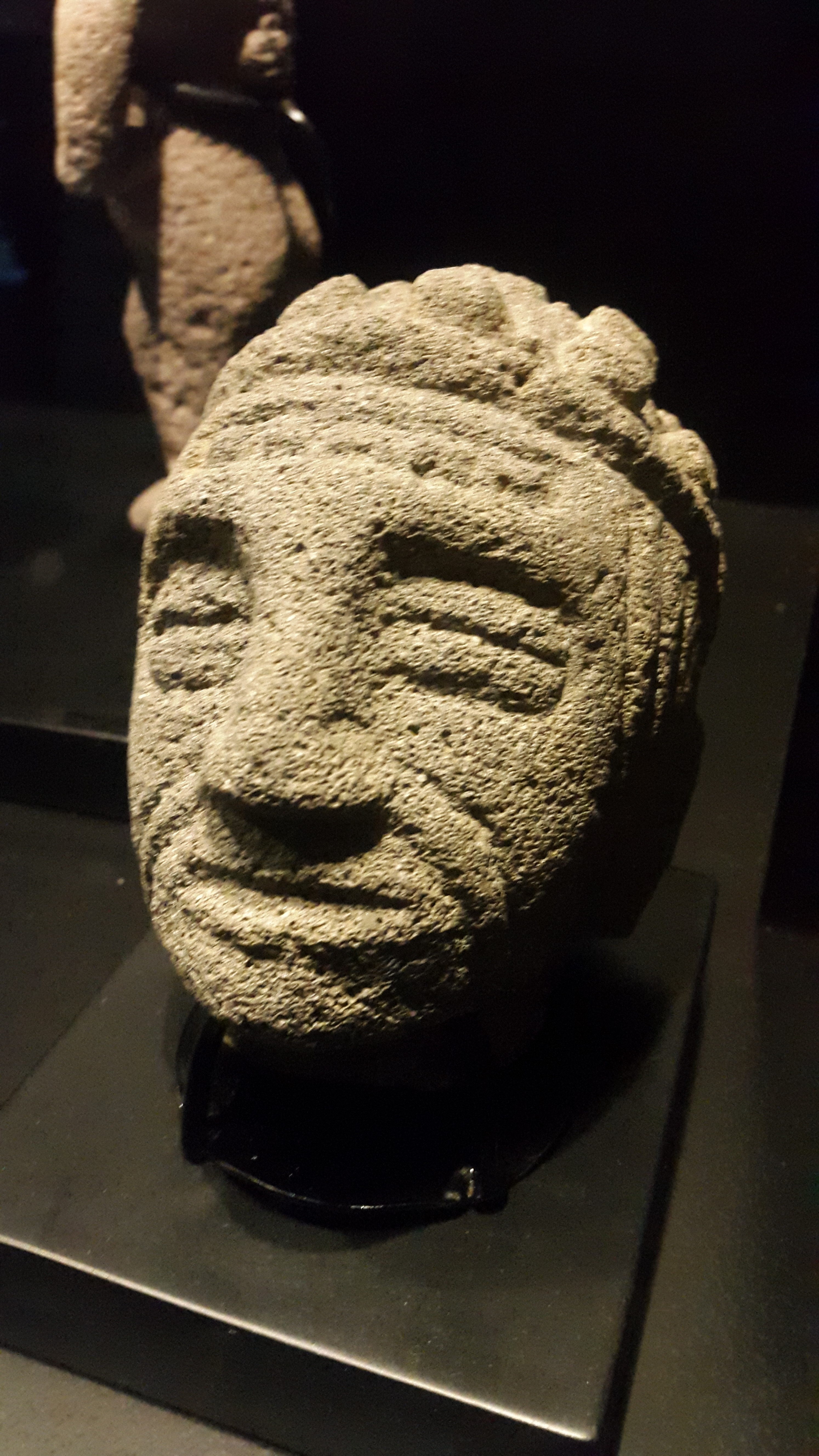
Escultura lítica
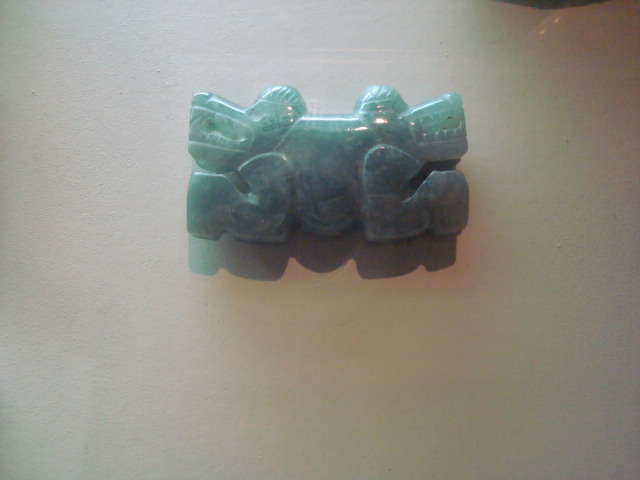
Jade
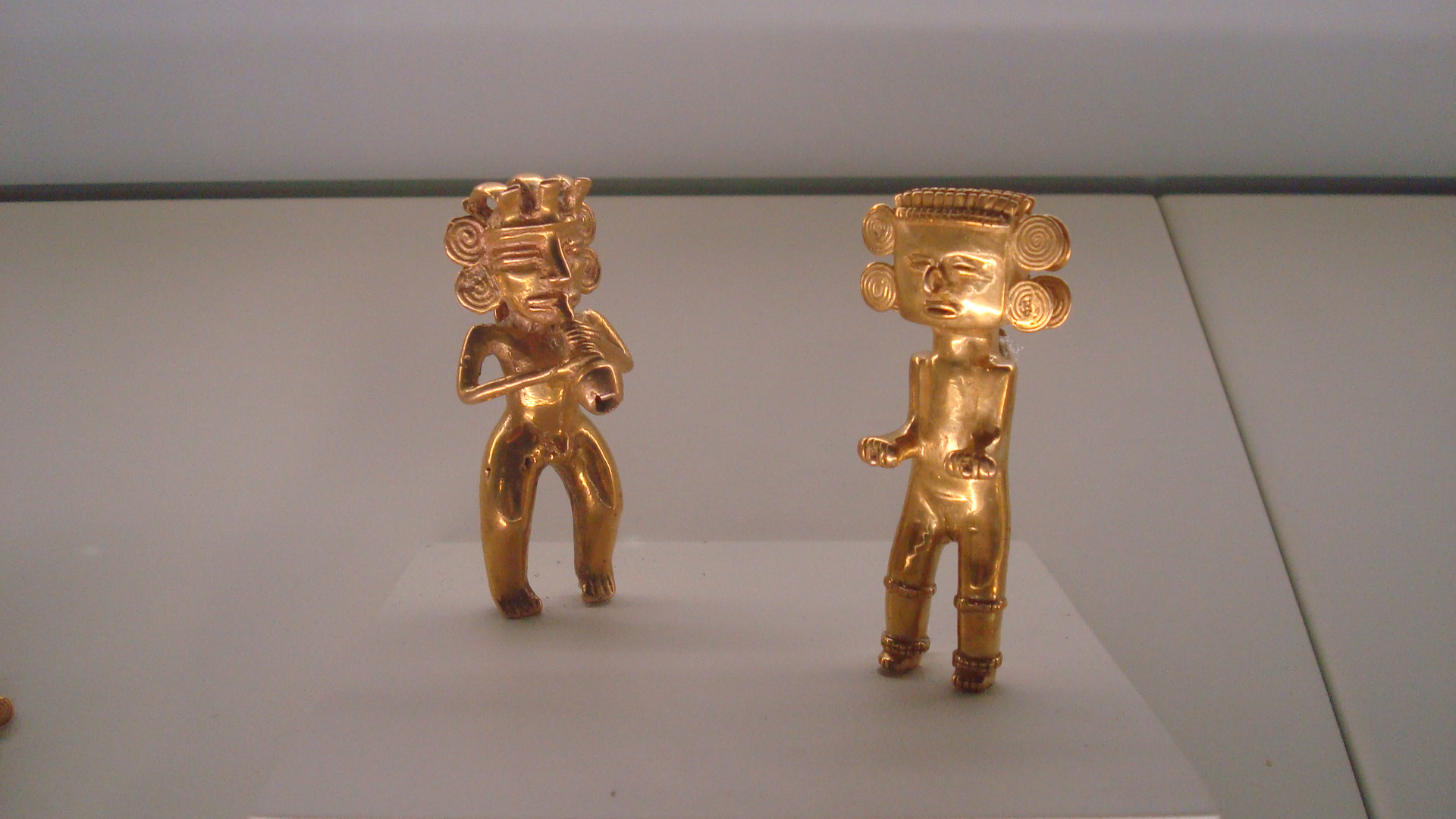
Oro

### Gran Chiriquí
Abarca el Pacífico sur de Costa Rica y gran parte de Panamá. El sector costarricense se conoce como subregión Díquis. Es la zona por excelencia de la producción metalúrgica del país, por el hallazgo de abundantes y variadas piezas de oro precolombino. Destacó especialmente por la elaboración de esferas de piedra, muestra del avanzado desarrollo de la escultura, y actualmente consideradas Patrimonio de la Humanidad y símbolo nacional del país.

Arte del Diquís
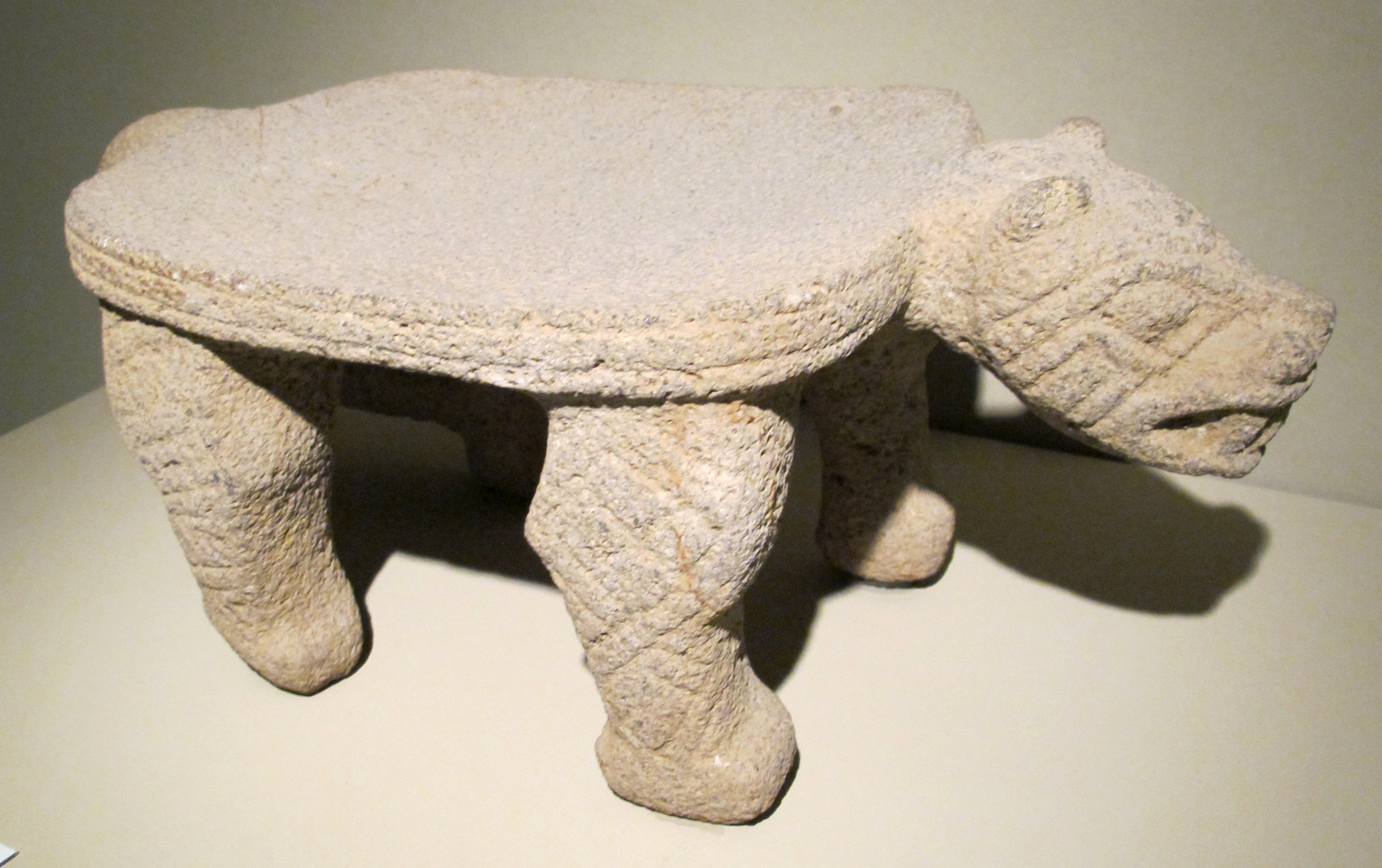
Metate cuádrupe
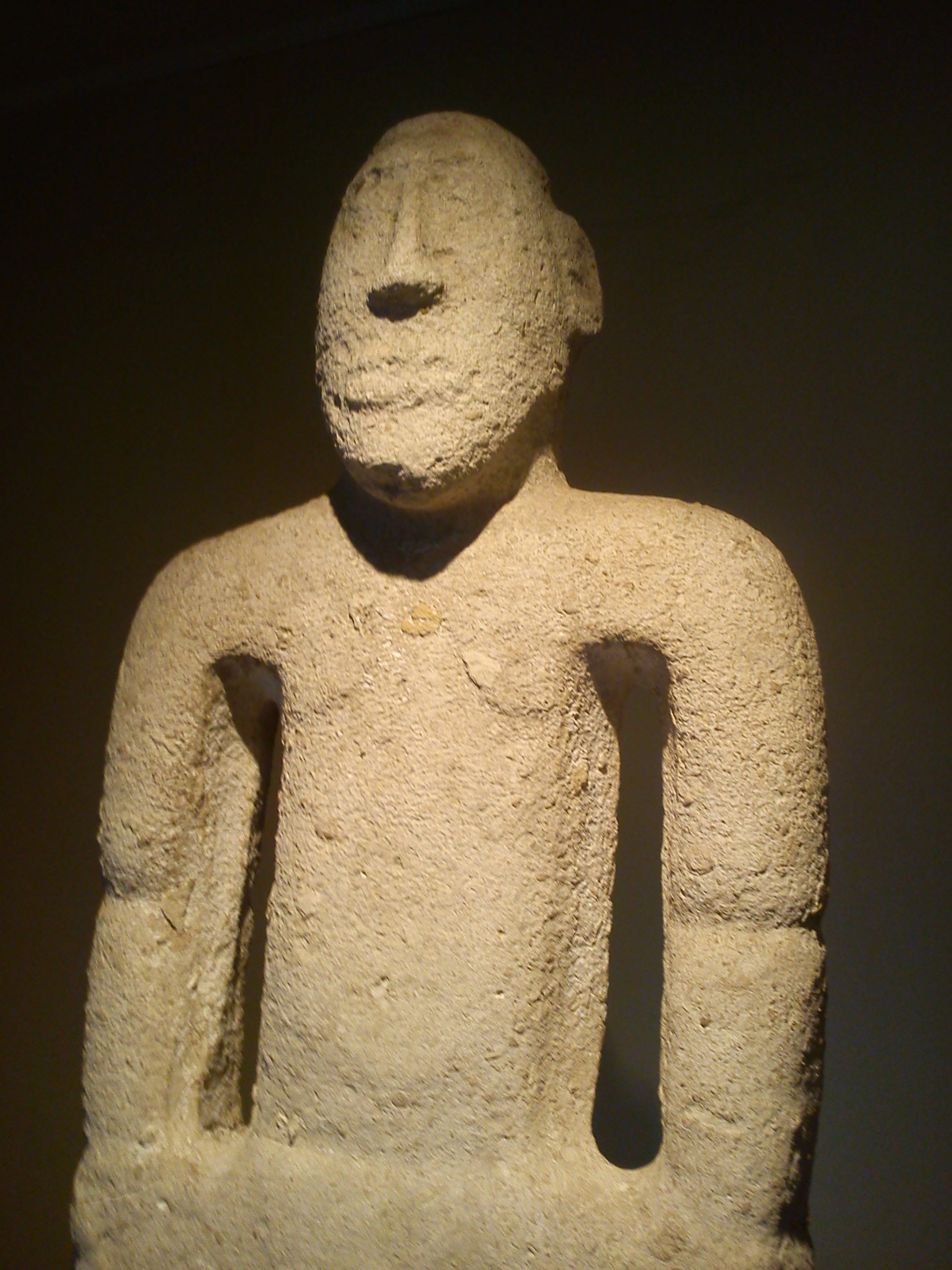
Escultura lítica
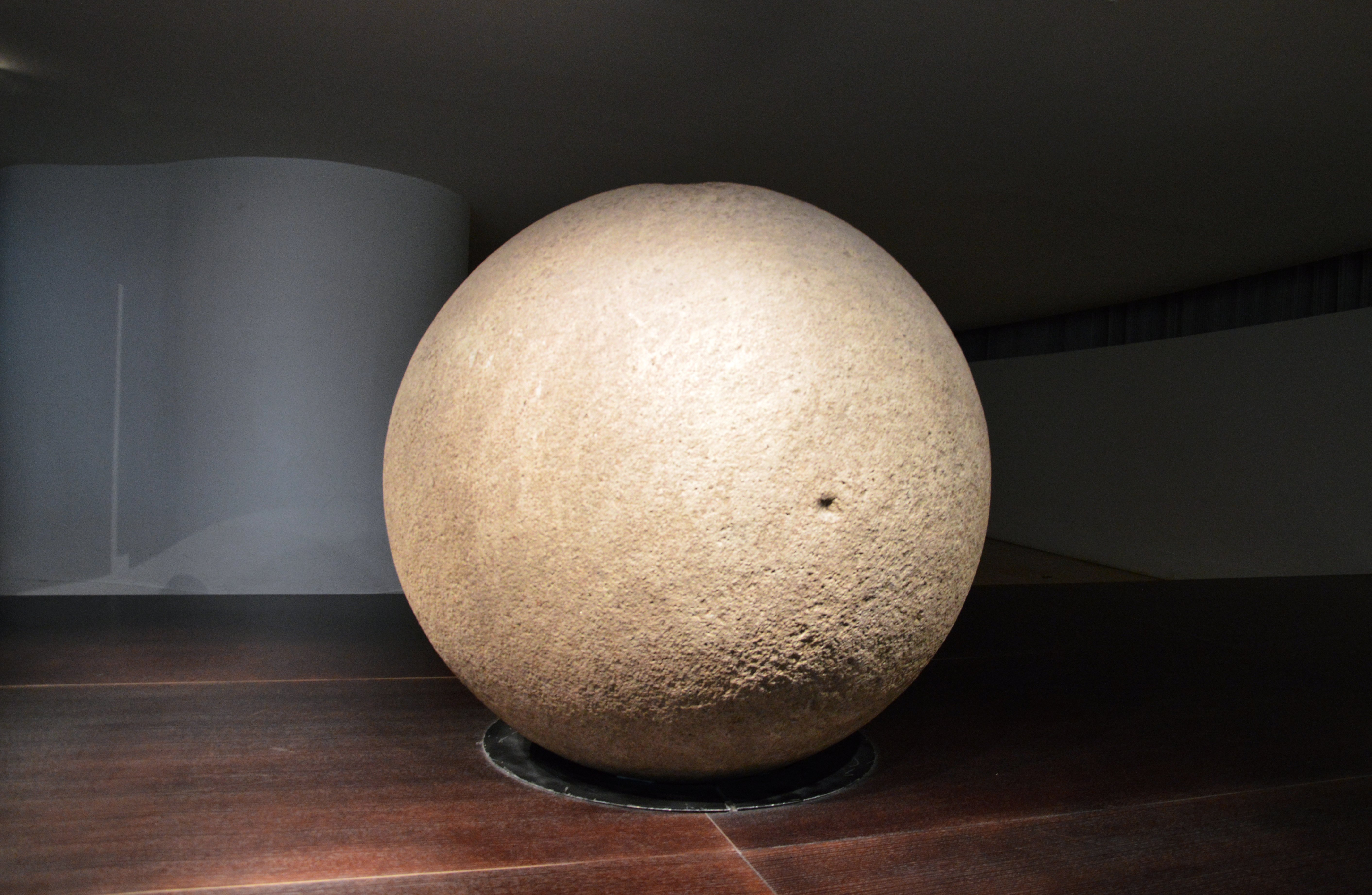
Esferas de piedra
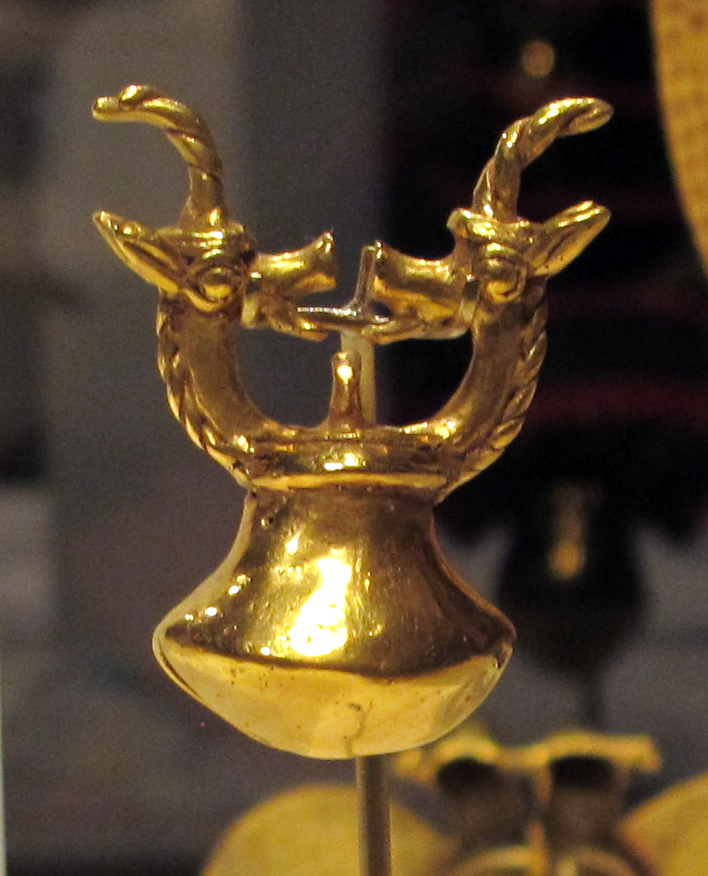
Oro

## Cerámica
Las culturas precolombinas costarricenses dominaron las técnicas de las cerámicas en forma similar a las grandes culturas americanas. Para trabajar la cerámica, combinaban distintos tipos de arcillas con materiales orgánicos e inorgánicos, hasta obtener pastas manipulables.
El artista generalmente utilizó la técnica manual de modelar la arcilla con sus propias manos. También se utilizó la técnica del enrollado, la cual consiste en hacer un rollo y luego otro para sobreponerlo al primero, para ir logrando diversos tamaños y formas.
El modelado consistía en elaborar un molde con la forma que se quería lograr y así sacar varias reproducciones. Las vasijas ya formadas eran pulidas y decoradas con pintura, líneas incisas, acanaladas o grabadas. Luego, se cocían en un horno.
La cerámica es la ofrenda ritual mortuoria más frecuente en las tres grandes culturas costarricenses. Su decoración da idea de sus creencias y tradiciones, así como sus conceptos cosmológicos, religiosos y sociales.

### Cerámica nicoyana
La cerámica nicoyana es el arte más representativo de la cultura de la Gran Nicoya. Por su calidad y acabado llegó a convertirse en un preciado producto de intercambio comercial con otras regiones de Mesoamérica y Sudamérica. La manufactura de la cerámica nicoyana fue una labor especializada en la cual intervenían tanto la sensibilidad del artista como la necesidad de adquirir un bien utilitario. Las principales manifestaciones de esta cerámica se dieron en la elaboración de vasijas de diversos estilos, en la que sobresale la cerámica policromada, con motivos mesoamericanos, a partir de 500 d. C., así como colecciones de instrumentos musicales, incensarios y esculturas antropomorfas hechas de arcilla.
La elaboración de la cerámica nicoyana tuvo varios periodos. Los más antiguos datan de 500 a. C. a 300 d. C. y corresponden a cerámica bicroma. Entre 500 y 800 d. C. se elaboraron vasijas globulares bicromas que representan figuras humanas. También se elaboraron gran cantidad de incensarios de forma cónica, con el motivo del lagarto sobre la tapa, que recuerda la forma humeante de los volcanes de la cordillera de Guanacaste. Con la llegada de los chorotegas a Guanacaste en el 800 d. C., la región estuvo más vinculada con Mesoamérica, lo cual se nota en los temas decorativos de la cerámica. Aparecen vasijas trípodes decoradas con cabezas de animales como el jaguar, ricamente decoradas con motivos mesoamericanos. También se dio otro tipo de cerámica llamada de estilo Papagayo, con gran cantidad de decoraciones de influencia mesoamericana.
La elaboración de cerámica nicoyana es un tipo de arte que persiste hasta la actualidad en Guanacaste, en el cual los artesanos la fabrican usando las mismas técnicas de los ancestros nicoyas, por lo que ha sido declarada patrimonio cultural de Costa Rica y un producto con denominación de origen reconocida por la Organización Mundial de la Propiedad Intelectual (OMPI).

### Cerámica caribeña

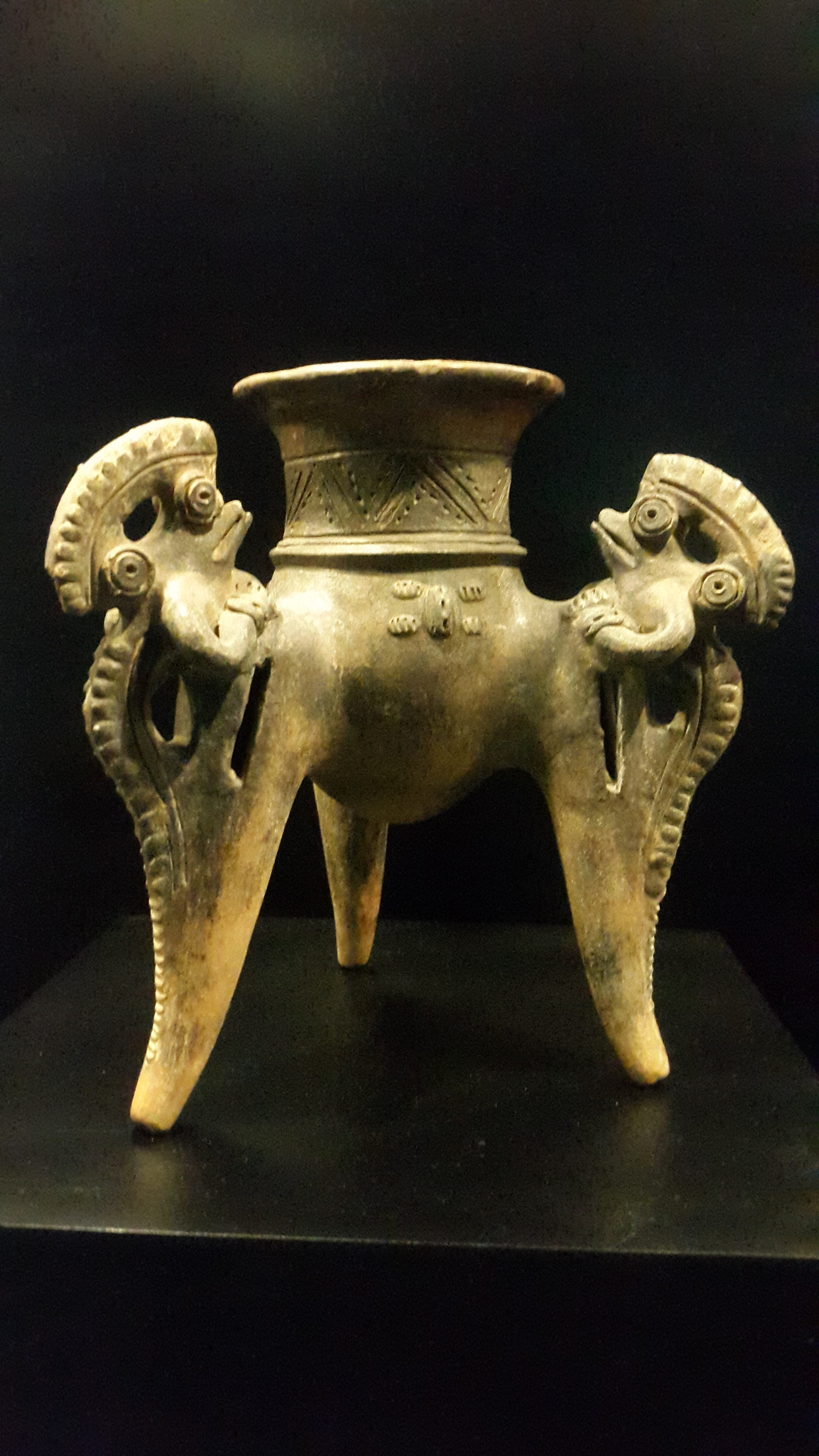
Jarrón trípode caribeño.

En la región Central Atlántica, la cerámica se distinguió por ser bicroma. Se destaca especialmente la producción de una serie de jarrones trípodes de arcilla, elaborados en dos fases entre el 300 a. C. y el 800 d. C. Estos recipientes tienen forma oval y se encuentran sostenidos por tres patas. Estos soportes de caracterizan por su rico decorado, con motivo de animales o personajes sagrados. Generalmente, estos soportes eran huecos, con el fin de introducir bolas de arcilla que los hicieran funcionar como sonajeros.
Los jarrones trípodes del Caribe Central de Costa Rica tienen una función esencialmente ritual y funeraria. Eran usados durante los enterramientos para calentar bebidas sagradas como la chicha y el chocolate, y luego, se les realizaba un proceso de "matado ceremonial", en el cual eran partidas en dos y enterradas en las tumbas como ofrendas, junto a otros objetos como piezas de cerámica, jade o metates de piedra.
Estos jarrones se clasifican en dos tipos: los Ticabán, jarrones gruesos con soportes altos y sólidos, que representan animales como la martilla, el sapo o la lechuza, y los jarrones tipo África, más alargados y estilizados, con soportes con motivos de chamanes, zopilotes, figuras humanas descarnadas y otros que recuerdan su función funeraria y el tema de la muerte.
Otros tipos de cerámica provenientes de la región Central Atlántica incluyen pequeños sonajeros e instrumentos musicales zoomorfos y antropomorfos de arcilla. Algunas figuras representan seres humanos sedentes realizando el acto sexual, elaboradas en cerámica monocroma o bicroma, conocidas como cerámica de Santa Clara, por haberse encontrado principalmente en esa llanura del Caribe.

### Cerámica del Diquís

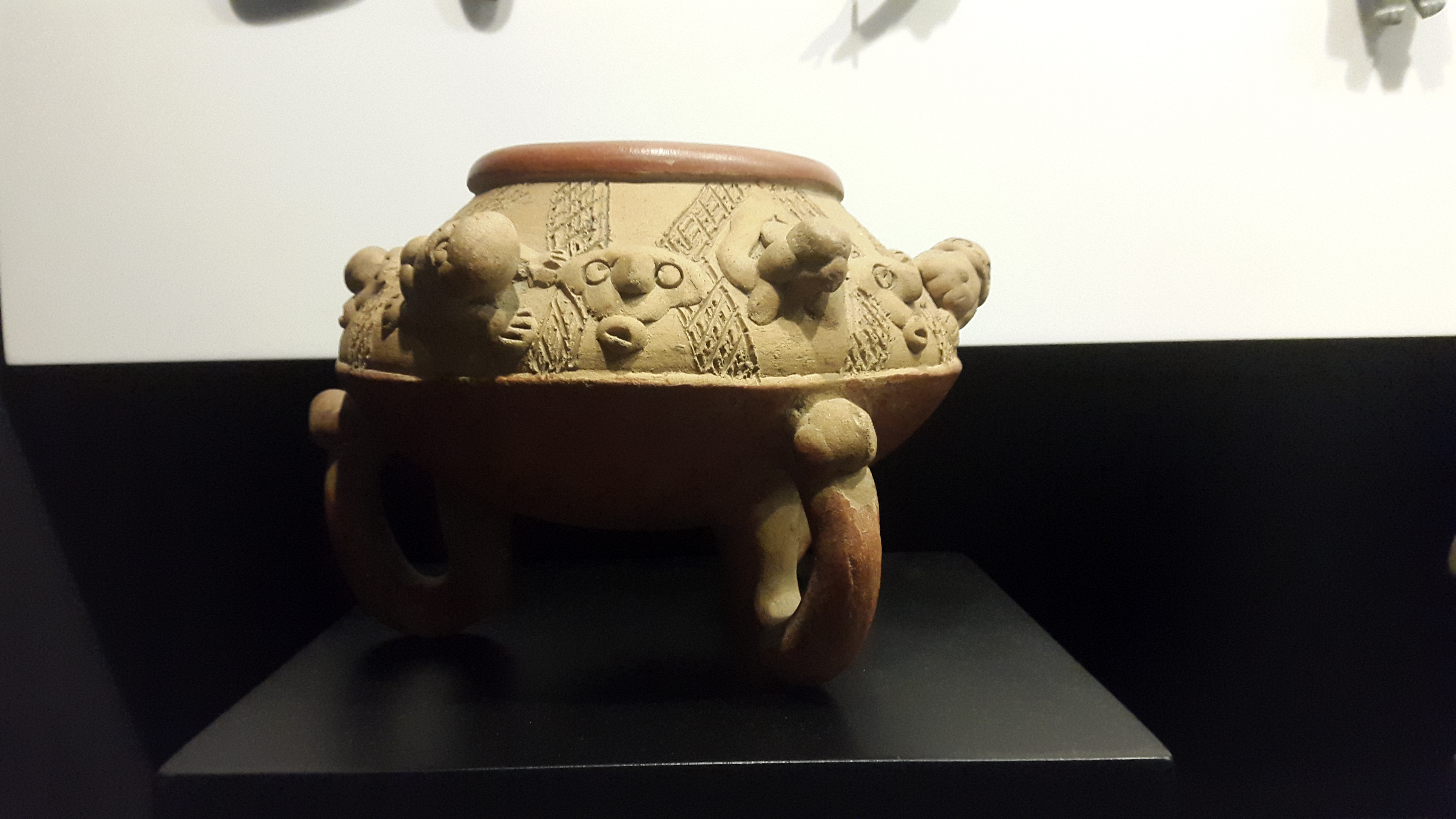
Cerámica bicroma de la región Diquís, Pacífico Sur de Costa Rica. Museo del Jade.

La cerámica de la cultura del Diquís es de tipo monocromo y bicromo. Tiene preferencia por las piezas pequeñas con motivos antropomorfos y zoomorfos, principalmente en elementos de uso doméstico (vasijas, instrumentos musicales). Se caracteriza por la belleza de las piezas, con fuertes expresiones de movimiento y con estética plástica elaborada y estilizada.
Su elaboración inicia entre 2.000 y 300 a. C., que corresponde al periodo más antiguo de uso de la cerámica registrado en Costa Rica. Las muestras más antiguas corresponden a fragmentos de platones de arcilla y budares. Entre 300 a. C. y 300 d. C., con la organización tribal de las sociedades autóctonas, la cerámica comienza a caracterizarse por el uso del color rojo y anaranjado, con temas zoomorfos. Las decoraciones son de líneas incisas que forman diseños geométricos.
Entre 300 d. C. y 800 d. C., con la consolidación de los cacicazgos complejos, aparecen nuevos tipos de cerámica, caracterizados por dibujos de animales elaborados con línea incisa sobre engobe rojo. Entre 800 a 1.500 d. C., se inicia el uso de la policromía en rojo, negro y crema, motivos bicromos, cerámica galleta y decoración plástica.

## Jade

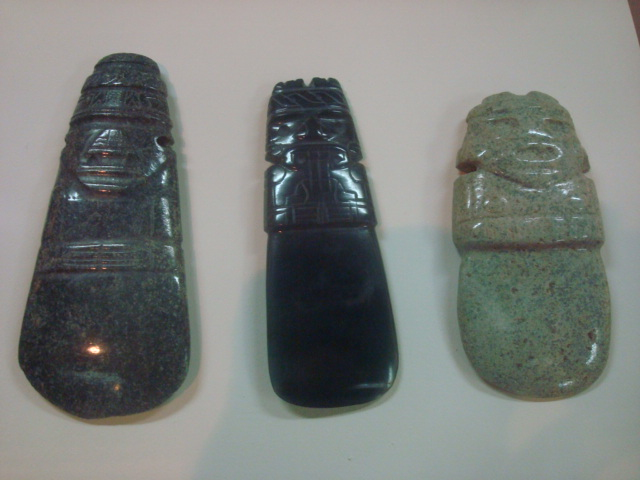
Colgantes de jade.

Entre el 500 y 700 d. C., los pueblos autóctonos de Costa Rica elaboraron piezas de jade a partir de jadeíta, nefrita, serpentina y otras piedras verdes, utilizando técnicas y motivos autóctonos, aunque con algunas influencias foráneas (olmecas, mayas, Cultura San Agustín). Se usaron como ornamento personal y luego se destinaron como parte del ajuar funerario de los individuos, asociados a individuos con rango social y/o con presencia de elementos mítico-religiosos. Se decoraban usando acción abrasiva con piedras y agua, raspado o esgrafiado, en el cual se realizaban incisiones, calado (acanalado) y pulido. Las figuras representaban chamanes, aves, murciélagos, lagartos y otros. Más tardíamente, el jade sería reemplazado por el oro como símbolo de poder entre 700 y 1502 d. C.
La mayoría de las piezas del jade precolombino de Costa Rica provienen de la Gran Nicoya y la Región Central Atlántica. Pueden distinguirse tres tipos distintos de jades: los dioses-hacha, el más representativo de Costa Rica, son figuras humanas (generalmente chamanes) ataviadas con atributos animales, en postura hierática, caracterizadas por una cola de base amplia en forma de hacha; los pendientes avimorfos, que tienen figura de ave y cuya función recuerda las habilidades metamórficas del chamán; y los jades en barra, de forma rectangular y suspensión horizontal, más frecuente en la vertiente del Caribe, que representan principalmente al murciélago y los saurios.
Costa Rica posee la colección arqueológica de piezas de jade precolombino más grande del mundo (2500 piezas), resguardadas en el Museo del Jade de la ciudad de San José.

## Oro
Entre el año 700 d. C. y hasta la llegada de los españoles en 1502, en cada región geográfica y cultural de Costa Rica surgieron diversos centros de manufactura de objetos de metal, con el oro y el cobre como principales materias primas. Se han logrado identificar estilos particulares en estas distintas regiones, destacándose especialmente las piezas producidas en la Región Atlántica Central y el Pacífico Sur (Diquís). Las sociedades autóctonas costarricenses utilizaron estos objetos de oro como signos de rango y poder, siendo usados como adornos o insignias por personas que ostentaban cargos importantes en la estructura religiosa y política de estos grupos. También fueron utilizados como piezas de intercambio y como ofrendas funerarias, substituyendo paulatinamente al jade.
Los pueblos indígenas precolombinos de Costa Rica utilizaron diversas técnicas importadas principalmente de Suramérica, como el martillado y la fundición del metal, utilizando la técnica de la cera fundida para moldear las figuras. Mediante estas técnicas de elaboraron pectorales, cuentas de collares, diademas, brazaletes, decorados con elementos y diseños geométricos y figuras de animales. Aunque existe influencia de las regiones del norte colombino y la región andina principalmente, los artistas del oro precolombino de Costa Rica lograron infundir en sus trabajos elementos locales que logran establecer una clara diferenciación de las piezas producidas a nivel local.
Las piezas de oro precolombino de Costa Rica se destacan por representar la riqueza del mundo natural aborigen y su cosmogonía. En ellas se hallan representadas diversas aves como el águila harpía y la guacamaya, felinos como el jaguar y el puma, así como ranas, sapos, lagartos, otros mamíferos y animales de la fauna marina, que se han interpretado como tótemes protectores de los distintos clanes. También existen objetos con un profundo significado simbólico y ritual, que representan especialistas funerarios como chamanes, curanderos y músicos, ataviados con máscaras y características físicas de animales, en conjunción con múltiples significados pertenecientes al universo indígena.
Durante la época de la Conquista española, gran cantidad de las piezas de oro preocolombino de Costa Rica fueron fundidas para su exportación a Europa. Otra gran cantidad de ellas se perdieron en épocas posteriores por el saqueo de las tumbas, y es muy poco el oro que ha logrado preservarse intacto por su estudio arqueológico y etnohistórico. No obstante, muchas piezas de oro precolombino han logrado rescatarse y se encuentran actualmente en custodia de instituciones estatales como el Museo del Oro Precolombino, el Museo Nacional de Costa Rica y el Museo del Jade, siendo consideradas parte del patrimonio cultural de la nación costarricense.

## Lítica
La escultura en piedra alcanzó una vasta producción, con fino acabado. El material más utilizado fue la andesita, obtenida de los volcanes, y se practicaron técnicas de lasqueado y pulimento, alcanzando a elaborar gran cantidad de piezas como metates ceremoniales, guerreros, chamanes, esclavos, animales, cabezas-trofeo, asientos, lápidas, remates de bastones, etc.

### Estatuaria
Las tres culturas precolombinas de Costa Rica tuvieron una rica producción estatuaria, principalmente en piedra volcánica.
En Guanacaste se pueden distinguir varios tipos de estatuas. Las más antiguas provienen de la cultura Corobicí, que precedió a los chorotegas en el ocupamiento del territorio. Los corobicíes elaboraron una serie de estatuas en piedra volcánica, en forma de pilares hechos de ignimbrita, encontrados principalmente en la zona de Cañas y Bagaces. Estos pilares poseen formas antropomorfas y grabados que reflejan sentimientos personales, ceremonias y emblemas de clanes, figuras humanas y de animales como monos, aves, peces y garrobos. Los pilares fueron utilizados como marcadores de territorios y en cementerios, o como ofrendas en las tumbas.
Los artistas indígenas de la Gran Nicoya elaboraron estatuas de arcilla y piedra, que decoraron siguiendo el mismo estilo utilizado para la cerámica policrómica. Las estatuas de arcilla representan principalmente figuras femeninas que representan diosas de la fertilidad. Las figuras pueden sostenerse en pie y llevan pintura corporal. En ocasiones, representan posiciones sexuales, y algunas presentan deformaciones corporales craneales y estrabismo, lo que denota la influencia de la cultura maya.
La Región Central Atlántica se destacó por la riqueza de su estatuaria, elaborada en piedra de andesita. Las figuras más representativas son los guerreros de piedra con cabeza-trofeo, figuras antropomorfas que sostienen las cabezas de sus enemigos, pues estas culturas creían que de esta forma absorbían sus poderes, cualidades y energía vital. También fabricaron gran cantidad de cabezas-retrato, altamente detalladas, elaboradas con marcados detalles como la expresión facial y los peinados. Otras figuras aparecen en posición sedente, con las piernas y brazos cruzados, llevando objetos a la altura de su boca, representando chamanes y curanderos. El chamán también fue representado por figuras de pie llevando máscaras con formas de animales, adornados con collares, birretes con decoraciones incisas y cuentas tubulares de jade, mostrando los genitales. Otro motivo de las estatuas de piedra es la mujer, representada generalmente sujetándose los senos mamarios con ambas manos, como diosas de la fertilidad. La mayoría de las figuras se hallan de frente, aunque hay casos en que se han encontrado piezas que rompen esta ley de la frontalidad y la simetría absoluta característica de estas estatuas. Se han hallado también figuras de piedra que representan prisioneros.
La cultura de Diquís elaboró gran cantidad de estatuas, algunas de ellas monumentales, caracterizadas por su base en forma de espiga, para colocarlas delante de los templos o casas principales, junto a las esferas y barriles de piedra característicos de esta cultura. Las esculturas representan la forma humana de forma sintetizada, en pose ritual y ataviadas con máscaras de animales (las máscaras juegan un papel importante en el acervo cultural de los pueblos indígenas del sur de Costa Rica, aún en la actualidad). También hay estatuas de animales como el búho, el jaguar y el murciélago, los cuales tiene un papel importante en la cosmogonía de estos pueblos aborígenes.

### Metates ceremoniales
Todas las culturas precolombinas que habitaron el territorio actual de Costa Rica elaboraron metates, los cuales tuvieron primordialmente un uso ceremonial. Estos metates se fabricaron principalmente en piedra volcánica, generalmente andesita, y tuvieron formas variadas que distinguen a cada una de las regiones arqueológicas en las que fueron manufacturados.
Los metates de la región de la Gran Nicoya se caracterizan por un plato rectangular cóncavo y tres patas con los extremos puntiagudos, con una cabeza labrada en forma de jaguar o guacamaya. Cabeza y patas presentan una fina decoración geométrica, con calados en una elaborada filigrana. En el vientre del plato es frecuente observar grabados. El metate ceremonial nicoyano fue una expresión artística única en Mesoamérica.
En la región Central Atlántica, el metate trípode de panel colgante se distingue como una manifestación cultural única y distintiva de las culturas prehispánicas de Costa Rica. Generalmente trípodes, presenta distintas representaciones simbólicas asociadas a la agricultura, la religión y el dominio de las sociedades indígenas unas sobre otras. Se elaboraron mediante abrasión y pulido, y su uso fue estrictamente ceremonial. Se distinguen porque bajo el plato del metate se encuentra un panel de piedra decorado con escenas y personajes mitológicos con formas antropomorfas y zoomorfas, en conjunción con las creencias religiosas y rituales chamánicas de las culturas de la región central del país.
Los metates de la región del Diquís son platos cóncavos ovalados, que se distinguen de los otros porque tienen cuatro patas en lugar de tres. Generalmente están decorados con cabezas y patas de jaguar. Además de metates, los aborígenes del Pacífico Sur de Costa Rica también elaboraron en piedra una serie de barriles y esferas, que son representativos de esta región arqueológica.

### Esferas de piedra

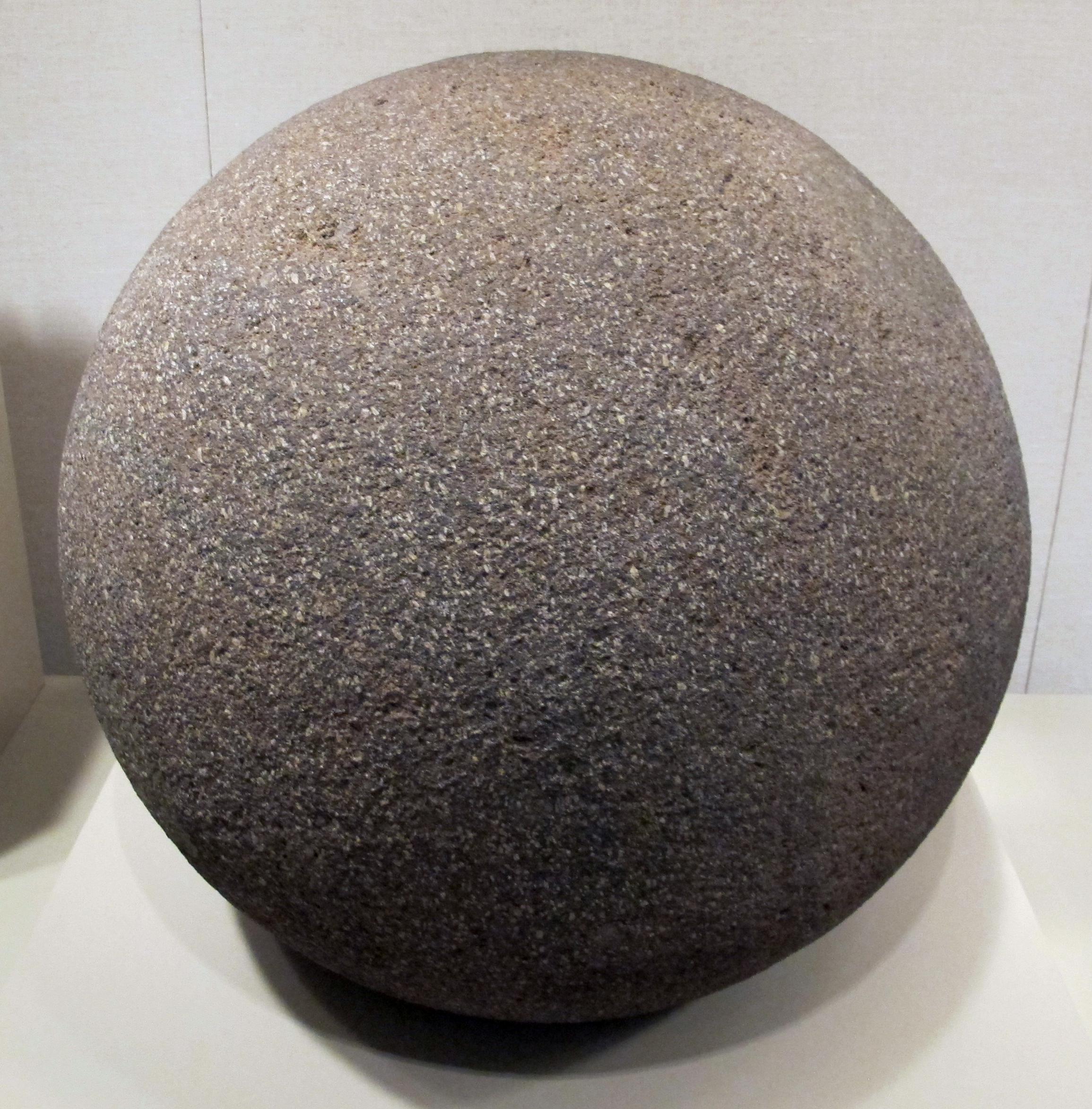
Las esferas de piedra son símbolo nacional de Costa Rica.

La manifestación artística por excelencia de la escultura precolombina costarricense son las esferas de piedra. Procedentes en su mayoría de la región del Diquís, son megalitos de gabro o granodiorita, datados entre 300 a. C. y 300 d. C. Se han encontrado hasta 200 piezas de distinto tamaño (de pocos centímetros hasta 2.5 m de diámetro) en 34 sitios arqueológicos de todo el país. Se ha determinado que fueron fabricadas con técnicas de abrasión e instrumentos de piedra, aunque aun no se tiene claro del todo cómo se elaboraron.
Se les ha atribuido distintos significados a través del tiempo: símbolos de rango, marcadores territoriales, jardines astronómicos, ayudas de memoria, sin faltar las teorías esotéricas, sobrenaturales y atribución a extraterrestres. La hipótesis más reciente, elaborada mediante reconstrucción etnohistórica, apunta a un significado mítico religioso, asociada con el dios del trueno Tlachque y los dioses del viento y los huracanes (serkes) de la mitología talamanqueña.
La mayoría de ellas aún se encuentran en la región del Pacífico Sur, mientras que otras fueron trasladas a los museos e instituciones gubernamentales de la capital y a otros museos alrededor del mundo. No obstante, buen número de ellas también fueron destruidas durante el siglo XX, durante la época del saqueo de tumbas por la creencia de que albergaban oro, mientras que muchas fueron sacadas del país mediante el contrabando de bienes arqueológicos.
Las esferas de piedra se consideran un hito del pasado prehispánico costarricense en general, y de la escultura precolombina en particular. Su síntesis formal, la concepción de la esfera como motivo artístico, denota un grado de madurez plástico único en el continente. Por esto, se les considera símbolos nacionales de Costa Rica y han sido declaradas Patrimonio de la Humanidad por la UNESCO.

### Bastones, asientos, mesas y otros utensilios

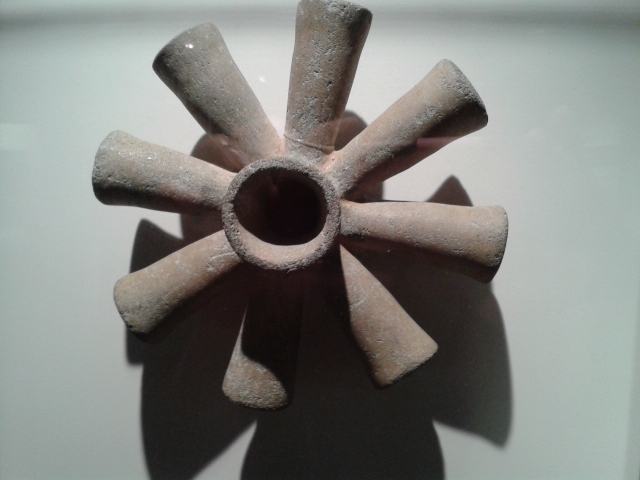
Remate de bastón.

De la Región Central Atlántica provienen gran cantidad de objetos de piedra como asientos labrados en forma de cilindro, con decorados antropomorfos en relieve (generalmente el lagarto), mesas ceremoniales de piedra de forma circular, decoradas con cabezas de jaguar o de difuntos, así como lápidas con motivos zoomorfos. Los asientos eran utilizados por personajes importantes de alto rango dentro de la sociedad indígena, a modo de tronos. De hecho, entre las figuras de oro recuperadas de la región Atlántica, se han encontrado piezas que representan reyes en posición sedente sobre estos asientos.
Otro elemento destacado son los remates de bastones. Hechos en piedra volcánica, eran mazas labradas con una perforación vertical, confeccionadas para ser montadas sobre bastones probablemente de madera. Estos objetos estaban asociados con el poder y rango o dominación del personaje que lo empleó, simbolizados como armas, aunque este no fue su uso específico. Algunas de estos remates tienen formas zoomorfas, representando al clan al que pertenece el personaje.